# Botryomonilia scheeleae
Botryomonilia scheeleae är en svampart som beskrevs av Goos & Piroz. 1975. Botryomonilia scheeleae ingår i släktet Botryomonilia, divisionen sporsäcksvampar och riket svampar.   Inga underarter finns listade i Catalogue of Life.